# New Buffalo, Pennsylvania
New Buffalo là một thị trấn thuộc quận Perry, tiểu bang Pennsylvania, Hoa Kỳ. Năm 2010, dân số của thị trấn này là 129 người.